# Cochlospermum tinctorium
Cochlospermum tinctorium är en tvåhjärtbladig växtart som beskrevs av Perr. och Achille Richard. Cochlospermum tinctorium ingår i släktet Cochlospermum och familjen Cochlospermaceae. Inga underarter finns listade i Catalogue of Life.